# 鉢伏山 (福井県)
鉢伏山（はちぶせやま）は、福井県敦賀市と南条郡南越前町との境にある標高761.8メートルの山。山頂には二等三角点（基準点名：鉢伏山）が設置されている。
鉢伏山は敦賀市街から北東に位置し、山頂からは西に敦賀湾を遠望できる。鉢を伏せたような丸みのある山容から名付けられたという。東麓は今庄365スキー場として利用されている。北に北陸自動車道敦賀トンネル、南に北陸本線北陸トンネルと主要幹線が貫く。山頂の南東には木ノ芽峠とその新道となる2004年に完成した国道476号木ノ芽峠トンネルが敦賀市と南越前町を結ぶ。

## 登山
福井県敦賀市側の新保から木ノ芽峠を経由するコースが一般的である。木ノ芽峠トンネルの手前に駐車スペースが設けられている。沢を左手に見ながら、40分ほど登ると茅葺きの建物のある木ノ芽峠に着く。峠の左側が鉢伏山に至る南東尾根であり、途中、今庄365スキー場のゲレンデを通過しながら、20分で山頂である。山頂西側は伐採されており眺望が開けている。敦賀湾と敦賀半島の蠑螺が岳・西方ヶ岳が目の前にあり、敦賀市街地の向こうの野坂岳、また若狭湾方面には常神半島や久須夜ヶ岳も遠望できる。
なお、南越前町の今庄365スキー場からは舗装された林道が整備されており、木ノ芽峠近くまで上がることもできる。ただし急勾配かつ離合困難な箇所もあり、運転には注意が必要である。

## 旧跡など

### 城塞群
古代から交通の要衝であった木ノ芽峠を抑えるため、鉢伏山には早くから山城が築かれてきた。山頂から南東尾根に沿って、鉢伏城、観音丸城、木ノ芽峠を挟んで、木ノ芽峠城、西光寺丸城があり、これらの城は木ノ芽峠城塞（城砦）群と呼ばれている。平安時代末期には源義仲（木曽義仲）が倶利伽羅峠の戦いで敗走する平家の退路を断つために利用したというが、現在見られる城趾は戦国時代のものであり、永禄12年（1569年）に朝倉義景が織田信長の侵攻に備えて築き、天正元年（1573年）の一乗谷城の戦いでは、印牧氏の印牧能信が城主を務めた。朝倉氏滅亡の後に起こった越前一向一揆でも、一揆衆が信長との戦いで使用している。

### 若越八十八ヵ所
- 敦賀市新保から木ノ芽峠までの登山道途中には、大岩に刻まれた地蔵があり、「弘法の爪描き地蔵」と言われている。弘法大師により彫られたという伝承があり、若越八十八ヵ所第12番札所となっている[7]。
- 木ノ芽峠から今庄側に少し下ったところに地蔵堂があり、若越八十八ヵ所第13番札所の言奈地蔵である[7]。言奈地蔵のいわれは、その昔、強盗殺人を働いた男が石地蔵に犯行を見られ、「地蔵言うな」と口止めをしたところ、「地蔵言わぬが、おのれ言うな」と返された。年月が過ぎ、その男は出会った旅人に昔の犯罪を打ち明けたところ、その旅人の仇が自分自身と分かり、因果応報と観念して、討ち取られたとのことである[8]。